# Vannuccia forbesi
Vannuccia forbesi är en nässeldjursart som först beskrevs av Mayer 1894.  Vannuccia forbesi ingår i släktet Vannuccia och familjen Corymorphidae. Inga underarter finns listade i Catalogue of Life.